# 杜海峰
杜海峰（1972年9月—），男，汉族，四川巴中人，中华人民共和国政治人物，西安交通大学教授、博士生导师。现任民革中央委员，民革陕西省委副主委。第十四届全国政协委员。